# Estadio Tucumán Central
El Estadio Club Tucumán Central es un estadio de fútbol de San Miguel de Tucumán, Tucumán, Argentina. Es propiedad del Club Atlético Tucumán Central y se encuentra sobre las calles La Plata, La Rioja, Florida y Avenida Jujuy en Villa Alem.

## Historia
El Club Tucumán Central fue fundado el 10 de junio de 1921 por bomberos voluntarios, siendo su primer nombre Club Comandante Cristóbal Araujo en honor al primer jefe del cuerpo de bomberos voluntarios de Tucumán. Posteriormente cambió su nombre a "Bomberos Fútbol Club". El primer estadio se ubicó entre calles Muñecas, España e Italia (actual sitio de la Legislatura provincial) y en 1928 se trasladó frente al cuartel de bomberos sobre calle 25 de mayo con tribunas de madera.
Con el paso del tiempo el club adquirió más socios civiles y se separó de los bomberos, por lo cual adquirió el predio de su actual estadio en 1940 a Percy Hill, uno de los fundadores de Atlético Tucumán e impulsores del fútbol tucumano. Gracias a este cambio de sede del club, se decidió cambiar al nombre que mantiene hoy en día, aludiendo a un club ferroviario de vida corta pero muy exitosa. El recinto deportivo posee tres tribunas en sus sectores, excepto en el colindante a calle La Plata.